# Madison Heights (Michigan)
Madison Heights è un comune degli Stati Uniti d'America, situato nello Stato del Michigan, nella Contea di Oakland. La città è un sobborgo di Detroit.